# بيرالدو مانزانو
بيرالدو مانزانو (بالإسبانية: Bernaldo Manzano) هو لاعب كرة قدم فنزويلي في مركز الوسط، ولد في 6 يوليو 1990 في El Playón, Venezuela ‏ في فنزويلا. لعب مع ديبورتيفو لارا.

## وصلات خارجية
- بيرالدو مانزانو على موقع قاعدة بيانات كرة القدم.إي يو (الإنجليزية)
- بيرالدو مانزانو على موقع Soccerway.com (الإنجليزية)